# ميخائيل تروفيموف
ميخائيل تروفيموف (5 أغسطس 1974 بباكو في أذربيجان - ) هو لاعب كرة قدم أذربيجاني في مركز الدفاع. لعب مع زينيت سانت بطرسبرغ وسيبير نوفوسيبيريسك ونادي فولغا نيجني نوفغورود ونادي دينامو سانت بطرسبرغ ‏ وسليوت بيلغورود ‏ وFC Sever Murmansk ‏ وFC Kosmos Saint Petersburg ‏ وFC Saturn-1991 Saint Petersburg ‏ وFC Kaisar ‏.

## وصلات خارجية
- ميخائيل تروفيموف على موقع قاعدة بيانات كرة القدم.إي يو (الإنجليزية)